# Dorothy Shepherd
Dorothy Shepherd (Beighton, 24 november 1897 – Melbourn, 20 februari 1953) was een tennisspeelster uit Groot-Brittannië.
Op de Olympische Zomerspelen 1924 nam Dorothy-Shepherd-Barron deel aan het tennis-enkeltoernooi waarin ze als vijfde eindigde. Ook speelde ze met haar landgenote Evelyn Colyer op het damesdubbeltoernooi, waar ze samen de bronzen medaille behaalden.
Tot aan de Tweede Wereldoorlog speelde Shepherd op Wimbledon, en speelde ze zeven maal in een grandslam-finale, waarvan ze alleen Wimbledon in 1931 wist te winnen, samen met Phyllis Mudford King in het dubbelspel.
Shepherd speelde in de Wightman Cup in 1924, 1926 en 1929, en was de aanvoerder in 1931.
Shepherd trouwde in 1921 met Wilfred Shepherd-Barron in India. Haar zoon John Shepherd-Barron geniet enige bekendheid als de uitvinder van de geldautomaat. Dorothy Shepherd overleed in 1953 bij een auto-ongeluk.